# Анабар
Анаба́р (Анабыр, Анабара; якут. Анаабыр), в верховьях Больша́я Куона́мка (Большая Куонапка; якут. Улахан Куонаамка) — река в России, на северо-западе Якутии. Впадает в море Лаптевых. Протекает по территории Оленёкского и Анабарского районов.

## Гидроним
Существуют несколько гипотез возникновения гидронима, в том числе якутского, корякского и чукотского происхождения. Наиболее вероятной версией является комбинация юкагирского Ану и эвенкийского Бира, одинаково переводящиеся как «вода».

## География
Длина реки — 939 км (с Большой Куонамкой), площадь водосборного бассейна — 100 000 км². По площади бассейна Анабар занимает шестое место среди рек Якутии и 22-е — в России. В бассейне много озёр.
Исток расположен выше высоте 700 м над уровнем моря в южной части Анабарского плато (часть Среднесибирского плоскогорья), на границе с Красноярским краем, где река образует долину с крутыми и обрывистыми берегами и имеет горный характер. Здесь встречаются скалы и пороги.
По выходе на Северо-Сибирскую низменность долина Анабара значительно расширяется, река принимает равнинный характер. В нижнем течении реки, ближе к левому берегу, напротив отделения крупной протоки Думастай-Тёбюлеге, находятся два острова — Синнигес-Ары и Ыстакан-Арыта.
В устье река образует длинный мелководный эстуарий, подверженный влиянию морских приливов — Анабарскую губу, переходящую далее в Анабарский залив.

## Гидрология
Питание в основном снеговое и дождевое. Средний годовой расход 498 м³/с. Ледостав с конца сентября по начало июня. Объём стока 14,455 км³/год (г/п Саскылах); устью объём стока достигает 17,8 км³/год.
Мутность воды в реке не более 100 г/м³. Минерализация воды невысокая, в половодье не превышает 50 мг/л. По химическому составу речная вода относится к гидрокарбонатному классу и кальциевой группе.

## Хозяйственное использование
Река судоходна в нижнем течении. Развито рыболовство, добывается нельма, муксун, омуль, ряпушка.
В бассейне Анабара расположены месторождения алмазов. Самые крупные поселения: Саскылах, Юрюнг-Хая, Эбелях, Жилинда.

## Галерея
- Возле пос. Саскылах
- Доруоха — брошенный посёлок на берегу реки

## Притоки
Главные притоки: Маят, Удя, Эбелях — правые; Суолема, Харабыл, Конниес — левые.
(км от устья)
- 0,8 км: Суолема;
- 11 км: Сергей-Юряге;
- 15 км: Дырыспанай-Сене;
- 27 км: Ыстакан;
- 28 км: без названия;
- 36 км: без названия;
- 36 км: Дыранг;
- 53 км: Харабыл;
- 53 км: Харабылкан;
- 54 км: Поропуон-Юряге;
- 67 км: Булунг;
- 73 км: Очуоса-Юряге;
- 80 км: без названия;
- 82 км: без названия;
- 85 км: Конниес;
- 89 км: Мария-Агатын-Салата;
- 90 км: Джиелях-Юрях;
- 92 км: без названия;
- 93 км: Самти-Салата;
- 97 км: Содиемыха;
- 113 км: Половинная;
- 122 км: Средняя;
- 124 км: Балтай-Юрях;
- 140 км: Чохоюк-Юрях;
- 146 км: Теренг-Юрях;
- 153 км: Нючча-Джиелях;
- 157 км: Яков;
- 184 км: Доруоха;
- 186 км: Джама;
- 192 км: Оюн-Юряге;
- 200 км: Оюльге;
- 206 км: Эгдэк;
- 210 км: Халганнаах;
- 214 км: Алахчаан;
- 219 км: Кырдьаанай;
- 221 км: Эмээхсин-Юрэгэ;
- 228 км: Тонгуулаах;
- 234 км: Халганнаах;
- 240 км: Тюгэх-Юрэх;
- 247 км: Удя;
- 256 км: Кюрююктююр;
- 261 км: Фёдор;
- 265 км: без названия;
- 276 км: руч. Хайбыт;
- 290 км: Кычкин;
- 293 км: Ямалаах;
- 301 км: Учах-Ытырбат;
- 304 км: Маят;
- 318 км: Хара-Мас;
- 323 км: Очуос;
- 338 км: Биллээх;
- 343 км: руч. Меланья;
- 357 км: Сэмэлдьин;
- 361 км: Эбелях;
- 373 км: руч. Ыаргалаах;
- 375 км: Ньюёкюлээх;
- 377 км: Огонньор-Юрэгэ;
- 380 км: Малая Куонамка;
- 384 км: руч. Оччугуй-Тайлен;
- 404 км: Улахан-Тюлень;
- 412 км: Старая;
- 415 км: Тылкача;
- 427 км: Куота;
- 430 км: Чиэрэс;
- 432 км: без названия;
- 437 км: Арбайбыт;
- 440 км: без названия;
- 451 км: Сото;
- 457 км: Мачала;
- 459 км: Хаптасыннах;
- 460 км: без названия;
- 464 км: Талахтаах;
- 471 км: Алын-Муккун;
- 474 км: Югя-Муккун;
- 479 км: без названия;
- 481 км: Небайбыт;
- 488 км: без названия;
- 493 км: Арыы-Мастаах (Биллээх, Кугдалаан-Биллээх);
- 504 км: Баргыдамалаах;
- 504 км: Лев. Баргыдамалаах;
- 505 км: Прав. Баргыдамалаах;
- 515 км: без названия;
- 519 км: Аччыгый-Хос-Юрэх;
- 521 км: Улохан-Хос-Юрэх;
- 537 км: Дьюкэн;
- 550 км: Хохой;
- 568 км: Хапчаан;
- 583 км: Маатырча;
- 595 км: без названия;
- 609 км: Лаахы;
- 624 км: руч. Уоттаах;
- 627 км: Дьэлиндэ (Килэгир, Килэгир-Дьэлиндэ);
- 632 км: руч. Тангаралаах;
- 649 км: без названия;
- 662 км: без названия;
- 663 км: руч. Сулбалаах;
- 670 км: руч. Оставной;
- 671 км: руч. Айаан-Юрэгэ;
- 683 км: руч. Сааскы-Юрэгэ;
- 695 км: Хатырык;
- 701 км: руч. Курунг-Юрэх;
- 718 км: Сэрбэйээн;
- 721 км: руч. Ойуур-Юрэх;
- 734 км: руч. Ойуур-Юрэх;
- 735 км: руч. Энбэкэ;
- 746 км: руч. Тыастаах;
- 747 км: Дьэгээс;
- 755 км: руч. Куогастаах;
- 760 км: руч. Ючюгей-Юрэх;
- 778 км: Далдын;
- 780 км: Балаганнаах;
- 792 км: руч. Чардаат-Юрэгэ;
- 796 км: Монхооло;
- 800 км: руч. Чурбукулаах;
- 806 км: Этиэбин;
- 824 км: Алыы-Юрэх;
- 841 км: без названия;
- 849 км: Кюнтюкэлээх;
- 852 км: Нёмэс;
- 871 км: Сирилэс;
- 877 км: Балаганнаах;
- 893 км: Князева;
- 897 км: Дарихан;
- 918 км: Амбардаах-Салаа[7].

## Острова
- Арабыл-Арыта[12];
- Баттахтах-Арыта[13];
- Гала-Ары[14];
- Кемюктях-Ары[13];
- Кюлюс-Арыта[13];
- Оюльге[14];
- Синнигес-Ары[12];
- Ыстакан-Арыта[12].